# Змајски мост
Змајски мост је први љубљански армирано-бетонски мост и у том периоду највећи овог типа у Европи. Изграђен је на месту дрвеног Месарског моста који је постојао од 1819, а који је пре изградње овог моста значајно оштећен у земљотресу 1895. године. Због штедње, градске власти су уместо каменог моста наручиле армирано-бетонску конструкцију, која је била и модернијег облика.
Мост је изграђен преко реке Љубљанице и био је први мост у Словенији који је имао асфалтни пут. Градња је почела 1. јула 1900. године као део урбане обнове Љубљане за време администрације градоначелника Ивана Хрибара, мост је за саобраћај свечано отворен 4. октобра 1901. године, док су радови трајали све до 1907. године. Мост је рани пример сецесијског стила у Љубљани, пројектанта Јозефа Мелана, иначе зачетника теорија статике великих, висећих мостова.
Обликовање моста је рад далматинског архитекте јурија Заниновића, ученика Ота Вагнера. Јуриј је мосту додао змајеве од бакра, који су данас симбол Љубљане. Уместо змајева прво су били предвиђени крилати лавови.